# 1069
Het jaar 1069 is het 69e jaar in de 11e eeuw volgens de christelijke jaartelling.

## Gebeurtenissen
- 28 januari - De pasbenoemde Normandische graaf van Northumberland, Robert de Combines, trekt met in gezelschap van zijn mannen Durham binnen. Daar worden hij en zijn mannen omsingeld en afgeslacht.

zonder datum
- Dai Viet Quoc valt onder koning Ly Thanh Tong Champa binnen, plundert Vijaya en neemt de Cham koning Rudravarman III (Che Chu) gevangen.
- Sven II van Denemarken en Edgar Ætheling vallen Engeland binnen en veroveren York. Willem de Veroveraar betaalt Sven een afkoopsom, waarna deze vertrekt en Edgar terugvlucht naar Schotland.
- Harrying of the North: Willem de Veroveraar richt grote verwoestingen aan in Noord-Engeland in reactie op de rebellie in dit gebied.
- De bevolking van Le Mans komt met hulp van Fulco IV van Anjou in opstand tegen graaf Robert Curthose, de zoon van Willem de Veroveraar, en verdrijft hem.
- De rechten van het graafschap Carcassonne worden verkocht aan Raymond Berengarius I van Barcelona.
- Maredudd ap Gruffudd en Ithel ap Gruffudd komen in opstand tegen hun halfooms Rhiwallon ap Cynfyn en Bleddyn ap Cynfyn, koningen van Gwynedd, maar worden verslagen.
- Aumale wordt verheven van heerlijkheid tot graafschap.
- Alfons VI van León trouwt met Agnes van Aquitanië
- Voor het eerst genoemd: Vir

## Opvolging
- Maine - Robert Curthose opgevolgd door Hugo V
- Meulan - Walram III opgevolgd door zijn zoon Hugo III
- Neder-Lotharingen en Verdun - Godfried II/III opgevolgd door zijn zoon Godfried III/IV
- Sevilla - Al-Mu'tadid opgevolgd door Al-Mu'tamid

## Overleden
- 11 september - Ealdred, bisschop van Worcester (1046-1060) en aartsbisschop van York (1060-1069)
- 24 december - Godfried II/III met de Baard (~59), graaf van Verdun (1025-1069), hertog van Opper-Lotharingen (1044-1047) en Neder-Lotharingen (1065-1069)
- Magnus II (~21), koning van Noorwegen (1066-1069)
- Rhiwallon ap Cynfyn, koning van Gwynedd (1063-1069)
- Tilopa (~81), Indisch yogi
- Walram III, burggraaf en graaf van Meulan (1005-1069)